# Rock identitaire français
Cet article concerne le courant musical identitaire. Pour les autres significations du sigle, voir RIF.
Le rock identitaire français (RIF) est un courant musical de mouvance « identitaire et patriotique », soutenu par différentes organisations proches de mouvances nationalistes en France.

## Labels RIF
Les deux principaux labels de rock identitaire français étaient Memorial Records et Bleu Blanc Rock, tous deux disparus fin 2002. Patriote Productions et Alternative-S ont tenu le marché pendant la deuxième moitié des années 2000.

## Caractéristiques
Le chercheur Nicolas Lebourg note que le nom de Rock identitaire français (RIF) est un « faux-ami », le RIF couvrant dans les faits « la totalité des genres musicaux », et pas seulement le « rock ». Certains groupes font du « rap d'extrême-droite » par exemple.
Les promoteurs du RIF, apparu dans la seconde moitié des années 1990, le présentent comme  une « contre-culture », une « culture rebelle » au système, touchant un public plus large que celui du nationalisme traditionnel.
Selon Nicolas Lebourg, l'objectif affiché du RIF est, « loin de la provocation du RAC », « d’amener de nouvelles personnes aux idées nationalistes, devant être à l’extrême droite ce que des groupes comme les Bérurier noir ou Zebda sont à l’extrême gauche », ce qui serait, dans ce sens, un moyen d'« ouvrir » l'esprit des nationalistes à la réalité sociale dans laquelle ils évoluent.
Selon un rapport concernant le racisme sur internet commandé en 2003 par la Commission nationale consultative des droits de l'homme à Gérard Kerforn, membre du Bureau national du MRAP, l'objectif des ventes de CD de rock identitaire par le label Bleu Blanc Rock était de « recruter, par le biais de la musique, des adeptes au sein de la jeunesse ».
Selon L'Express, il faut compter une petite quinzaine de groupes de musique faisant partie du RIF en France et l'hebdomadaire  estime que « la famille RIF est idéologique, et son objectif, politique ». Le magazine rapporte les propos de Fabrice Robert, musicien et président du groupuscule Bloc identitaire, qui a évoqué la scène musicale du RIF comme étant un moyen privilégié pour attirer la jeunesse vers l'extrême droite. L'Express affirme que le courant musical RIF est « identitaire » avec un identité « évidemment française » et surtout « de race blanche ». Et le RIF est une « mine de propos racistes et vénéneux » : certains groupes comme In memoriam ne font que des insinuations, tandis que d'autres sont directs, comme Fraction qui chante : « une balle pour les sionistes / une balle pour les cosmopolites / une balle pour les Yankees / une balle pour les élus / et une balle pour la police ». Le magazine affirme également que le RIF s'est éloigné des paroles « brutales » du RAC (rock against communism) et qu'il essaie de « se donner une apparence plus convenable afin de toucher le grand public ». D'après Gérard Kerforn, le rock identitaire constitue une passerelle entre diverses mouvances d'extrême droite, et le
catalogue des labels musicaux (Bleu Blanc Rock, Mémorial record, Pit records) « offrent ainsi une palette large de musiques identitaires, allant des groupes satanistes antichrétiens, aux intégristes chrétiens en passant par les formations d’inspiration fascistes mais tous cimentés par la haine raciale ».
Selon un rapport de la direction centrale des renseignements généraux (DCRG) remis en janvier 2005, les skinheads, qualifiés par un haut responsable policier d'« anarchistes de droite, réfractaires à la discipline et à l'idéologie », sont « très présents » au sein du mouvement du rock identitaire et techno et « se retrouvent souvent dans des bars et autres enseignes amies ». Selon le collectif Réseau No Pasaran, contrairement aux promoteurs du rock alternatif, qui étaient d'abord des musiciens avant d'être des militants, les promoteurs les plus actifs du RIF ont été d'abord des militants, et qui plus est des militants nationalistes, voire néo fascistes. D'après le collectif No Pasaran, les musiciens du RIF n'ont pas pu profiter des réseaux des MJC comme ceux du rock alternatif, et le collectif ajoute dans son livre datant de 2004 : « la prétention des acteurs du RIF à se poser en nouvelle alternative n’a pu masquer leur discours politique et le RIF est rapidement devenu un ghetto rassurant et mortifère. Cet échec est aujourd’hui consommé […]. » Le collectif ajoute que l'accueil du RIF dans les milieux nationalistes a été « mitigé » et que cela explique « sans doute en partie l’échec de cette initiative ».
Selon un rapport du Mouvement contre le racisme et pour l'amitié entre les peuples (MRAP) de 2003, la mouvance du rock identitaire est très proche d’Unité radicale et du Gud de trajectoire antisémite. De plus, le rapport indique : « A signaler, que le FNJ78 (front national jeune dans le 78) est très proche des mouvances du rock identitaire français, leur site propose d’ailleurs une page de liens vers ces groupes musicaux et notamment vers le label Bleu Blanc Rock. (Brunerie qui a tenté d’assassiner Jacques Chirac était distributeur des disques parus sous ce label). » D'après Le Monde, les jeunes, souvent liés à la mouvance skinhead, se manifestent volontiers autour de la musique, et Maxime Brunerie, qui a commencé sa carrière de militant dans une formation ouvertement néonazie, s'occupait de diffuser des disques de rock identitaire français, voire de RAC (Rock Against Communisme).

## Controverse
En 1998, un concert de rock identitaire doit avoir lieu à l'occasion de la mort de Sébatien Deyzieu, militant de L'Œuvre française mort en tentant d'échapper à la police à l'issue d'une manifestation interdite sur « cinquante ans d'impérialisme américain ». Mais le concert a été annulé par le Club Dunois, qui avait loué la salle sans savoir « ce que représentaient ces groupes ».

## Liste de groupes et chanteurs
- Aion[12]
- Aquilonia[13]
- Basic Celtos[14]
- Les Brigandes
- DIK
- Elendil[15]
- Fasc
- Fraction (anciennement Fraction Hexagone)
- Les Francs Tireurs Patriotes (FTP)
- Goldofaf[16]
- Hotel Stella
- Île de France[17]
- IP VOX[18]
- In Memoriam[19]
- Kaiserbund[20]
- La Firme[21]
- Le Ksan[22]
- Vae Victis[23]
- Insurrection[24]
- Terre de France
- Traboule Gones[25]
- Europa Nostra
- Brixia
- Humungus
- LSVB
- Bainfile

## Le rock identitaire hors de France
Il existe des groupes de rock identitaire ailleurs en Europe, même si parfois les appellations peuvent varier, et ne pas posséder suffisamment de groupes pour créer une scène. En Italie, le phénomène a pris alternativement le nom de « rock alternatif » ou « musique alternative » parfois précisé en « musique alternative de droite ».